# Catharus dryas
Tordo-de-peito-dourado ou tordo-listrado (Catharus dryas) é uma espécie de ave da família Turdidae.
Pode ser encontrada nos seguintes países: Argentina, Bolívia, Colômbia, Equador, El Salvador, Guatemala, Honduras, México, Peru e Venezuela.
Os seus habitats naturais são: regiões subtropicais ou tropicais húmidas de alta altitude.